# Brave CF 35
Brave CF 35 är en MMA-gala som arrangerades av Brave Combat Federation och initialt var tänkt att äga rum 28 mars 2020 i Balneário Camboriú, Brasilien. På grund av den världsomspännande coronapandemin uppsköts galan till den 20 juli 2020 i Bukarest, Rumänien. Galan sändes via Fite.tv och BravecfTV.com

## Bakgrund
Huvudmatchen var planerad att vara en titelmatch i lättvikt mellan den brasilianske mästaren Cleiton Silva och den georgisksvenske utmanaren Guram Kutateladze.

### Ändringar
De hade lagt till brasilianaren Luan Santiago mot fransmannen Amin Ayob i lättvikt meddelade Brace CF via twitter 8 februari 2020.
Brave CF håller en flugviktsturnering vid galan för att kröna sin första flugviktsmästare. UFC-veteranen Jose Torres möter en annan UFC-veteran: Matheus Nicolau. Den andra matchen i turneringen står mellan Malcolm Gordon och Marcel Adur. Vinnarna av sina respektive matcher kommer mötas vid en senare gala för att tävla om flugviktsbältet.
12 februari 2020 meddelade Tatame magazine via twitter att UFC-veteranen, brasilianaren Leonardo Mafra skulle möta engelsmannen Carl Booth i en superlättviktsmatch.
Brave CF meddelade själva via twitter 15 februari 2020 att två nya matcher lagts till kortet. brasilianaren Daniel Santos mot tysken Rany Saadeh i bantamvikt och de två brasilianarna Gabriel Miranda och Rafael Silva mot varandra i fjädervikt.
Den 17 februari 2020 meddelade Brave via instagram att en helamerikansk match lagts till kortet. Tim Ruberg mot Dustin Stoltzfus i mellanvikt.
Brave CF tillkännagav via twitter 19 februari 2020 att vinnaren av 2018 IMMAF:s afrikanska öppna Abdulmanap Magomedov skulle göra sin professionella debut vid den här galan. Han skulle möta Balneário Camboriús egna Wilian Poles i en fjäderviktsmatch.
Kortet i sin helhet med 13 matcher presenterades av Brave själva via twitter 5 mars 2020.
7 mars 2020 meddelade Brave via twitter att Adur tvingats dra sig ur matchen på grund av ospecificerad skada. Ny motståndare till Gordon tillkännagavs inte.
Brave CF twittrade ett uppdaterat matchkort med ny motståndare åt Gordon 9 mars 2020. Ny motståndare var brasilianaren Flávio de Queiroz (12-2).